# Gábor Kósa
Gábor Kósa (vereinfachtes Chinesisch: 康高宝; traditionelles Chinesisch: 康高寶; Pinyin: Kāng Gāobǎo; geboren am 31. Januar 1971 in Budapest) ist ein ungarischer Sinologe und Religionshistoriker.

## Biografie
Gábor Kósa hat einen MA-Abschluss in Englisch (1995), Chinesisch (1997) und Religionswissenschaft (2011). 2006 verteidigte er seine Dissertation mit dem Titel Die terminologische Analyse chinesischer Texte mit Bezug zum Manichäismus (auf Ungarisch: A manicheizmussal kapcsolatos kínai nyelvű szövegek terminológiai elemzése).
Zwischen 1999 und 2008 lehrte er am Dharma Gate Buddhist College. Seit 2009 arbeitet er an der Eötvös Loránd University als Universitätsdozent.
Kósa erhielt das Postdoktorandenstipendium der Japan Society for the Promotion of Science (JSPS, 2008–2009) und der taiwanesischen Chiang Ching-kuo Foundation for International Scholarly Exchange (2010–2012). Von 2014 bis 2015 war er EURIAS-Stipendiat am Centre for Research in the Arts, Social Sciences and Humanities (CRASSH) der Universität Cambridge. Zwischen 2020 und 2021 war er Roger E. Covey Member in East Asian Studies am Institute of Advanced Study (IAS, Princeton).
Kósa ist Mitglied der Forschungsgruppe über Seidenstraße an der ELTE University, Partnerforscher im Australian Research Council Project mit dem Titel „Manichaean Liturgical Texts and Practices from Egypt to China“. Ab 2019 ist er Chefredakteur der Acta Orientalia Academiae Scientiarum Hungaricae., und er ist Mitglied des Komitees für Orientalistik der Ungarischen Akademie der Wissenschaften. 2024 wurde Kósa zum Mitglied der Academia Europaea gewählt.
Sein Hauptforschungsgebiet umfasst die chinesische Mythologie, alte chinesische schamanistische (wu) Praktiken und den chinesischen Manichäismus.

## Bemerkenswerte Veröffentlichungen

### Auf Englisch
- “In Search of the Spirits. Shamanism in China before the Tang dynasty. Part I.” Shaman (Journal of the International Society for Shamanistic Research) 8.2. (2000) 131–179.
- “Open Wide, Oh, Heaven’s Door! Shamanism in China before the Tang dynasty. Part II.” Shaman (Journal of the International Society for Shamanistic Research) 9.2. (2001) 169–197.
- “The Shaman and the Spirits. The Meaning of the Word ‘ling’ in the Jiuge poems.” Acta Orientalia Hung. 56.2–4. (2003) 275–294.
- “Pangu’s Birth and Death as Recorded in a Tang Dynasty Buddhist Source.” Archiv Orientální / Oriental Archive: Quarterly Journal of African and Asian Studies 77.2. (2009) 169–192.
- “Peacocks under the Jewel-tree – New hypotheses on the Manichaean painting of Bezeklik (Cave 38).” Journal of Inner Asian Art and Archaeology 4 (2011) 135–148.
- “The ‘Sea of Fire’ as a Chinese Manichaean metaphor — Source materials for mapping an unnoticed image.” Asia Major 24.2 (2011) 1–52.
- “The protagonist-catalogues of the apocryphal Acts of Apostles in the Coptic Manichaica –– a re-assessment of the evidence.” In: Bechtold E. and Gulyás A. and Hasznos A. (eds.) 2011. From Illahun to Djeme. Papers Presented in Honour of Ulrich Luft. Oxford: Archaeopress, 107–119.
- “Buddhist and pseudo-Buddhist motifs in the Chinese Manichaean Hymnscroll.” In: Bellér-Hann, Ildikó and Rajkai Zsombor (eds.) 2012. Frontiers and boundaries –– Encounters on China’s margins. Wiesbaden: Harrassowitz, 49–69.
- “Atlas and Splenditenens in the Cosmology Painting.” In: Michael Knüppel und Luigi Cirillo (eds.) 2012. Gnostica et Manichaica. Festschrift für Aloïs van Tongerloo. Anläßlich des 60. Geburtstages überreicht von Kollegen, Freunden und Schülern. (Studies in Oriental Religions 65.) Wiesbaden: Harrassowitz, 63–88.
- “Translating the Eikōn. Some considerations on the relation of the Chinese Cosmology painting to the Eikōn.” In: Laut, Jens Peter / Röhrborn, Klaus (Hrsg.) 2014. Vom Aramäischen zum Alttürkischen. Fragen zur Übersetzung von manichäischen Texten. Vorträge des Göttinger Symposium vom 29./30. September 2011. Berlin, New York: De Gruyter (Abhandlungen der Akademie der Wissenschaften zu Göttingen, N. F.), 49–84.
- “Buddhist Monsters in the Chinese Manichaean Hymnscroll and the Pumen chapter of the Lotus sūtra.” The Eastern Buddhist 44 (2014) 27–76.
- “The Iconographical Affiliation and the Religious Message of the Judgment Scene in the Chinese Cosmology Painting.” In: Zhang Xiaogui 张小贵 (chief editor)，Wang Yuanyuan 王媛媛 and Yin Xiaoping 殷小平 (eds.) 2015. San yi jiao yanjiu –– Lin Wushu jiaoshou guxi jinian wenji 三夷教研究——林悟殊教授古稀纪念文集 (Researches on the Three Foreign Religions ––Papers in Honour for Prof. Lin Wushu on His 70th Birthday.) Lanzhou: Lanzhou Daxue Chubanshe (Ou-Ya lishi wenhua wenku 欧亚历史文化文库》[Treasures of Eurasian History and Culture]), 77–161.
- “The Manichaean ‘New Paradise’ in Text and Image.” Crossroads 13 (2016) 27–113.
- “Near Eastern Angels in Chinese Manichaean Texts.” Orientierungen / Zeitschrift zur Kultur Asiens 30 (2018 [2019]) 43–71.
- “The Qing Corpus of Manichaean Texts from Fujian.” Ming Qing Studies 2020: 85–126.
- “Zarathuštra in the Chinese Manichaean Manuscripts from Fujian.” Quaderni di Studi Indo-Mediterranei XII (2019 [2021]): 135–171.

### Auf Chinesisch
- “Monijiao shenpan huihua er zhen 摩尼教审判绘画二帧 [Zwei manichäische Gerichtsszenen].” [Trans. You Xiaoyu] Zhongshan Daxue Xuebao (Shehui kexue ban) 中山大学学报(社会科学版) 61/4 (2021): 120–130.
- “ʻXiabuzan’ yiti tanmi –– Fujian Monijiao wenshu zhong de Xiabuzan yinwen bianxi 《下部赞》异本探秘–––福建摩尼教文书中的《下部赞》引文辨析 [Noch eine Hymnenscrolle? Einige Gesangszitate im Manichäischen Corpus aus Fujian].” (Trans. Ma Xiaohe 马小鹤) Shaoxing Wenli Xueyuan xuebao 绍兴文理学院学报 41/9: 1–12.